# Fietsrouteplanner
Een fietsrouteplanner is een routeplanner speciaal voor fietsers. De fietser kan begin- en eindpunt opgeven, en soms ook nog bepaalde zoekvoorkeuren. De fietsrouteplanner doet vervolgens één of meerdere suggesties van de te fietsen route. Al naargelang de planner en de zoekvoorkeuren van de fietser kan dat de kortste fietsroute zijn, of de snelste, de mooiste, of de route met het meeste vrijliggende fietspad.
Fietsers willen altijd ergens heen. Dat geldt voor mensen die naar hun werk fietsen, maar ook voor recreatieve fietsers, of mensen die op fietsvakantie gaan. De te fietsen route kan vooraf worden bepaald met behulp van internet of een wegenkaart, maar er kan ook gebruikgemaakt worden van bestaande fietsroutes.
Soms is er geen beschreven, uitgestippelde of bewegwijzerde fietsroute voorhanden. Dan moet de fietser zélf zijn fietsroute gaan bepalen. Tegenwoordig kan dat middels gps, maar ook zeer goed met verschillende fietsrouteplanners via internet.